# Fiona Tonkin
Fiona Tonkin, född 1961 i Singapore, är en australisk ballerina och balettmästare.
Tonkin föddes i Singapore men växte upp och erhöll sin balettskolning i Nya Zeeland, i huvudsak av Lorraine Peters. 1979 anslöt sig Tonkin till Royal New Zealand Ballet för att året därpå bjudas in till Australian Ballet av Marilyn Jones. 1984 utsågs hon till solodansare och 1987 till prima ballerina. 
Som ballerina vid Australian Ballet dansade hon flera av de klassiska romantiska baletterna, däribland Törnrosa, Romeo och Julia och Sylfiden, innan hon blev balettlärare och balettmästare där.  Dessutom var hon gästdansare vid Kirovbaletten. 